# Mittelrhein (wijnstreek)

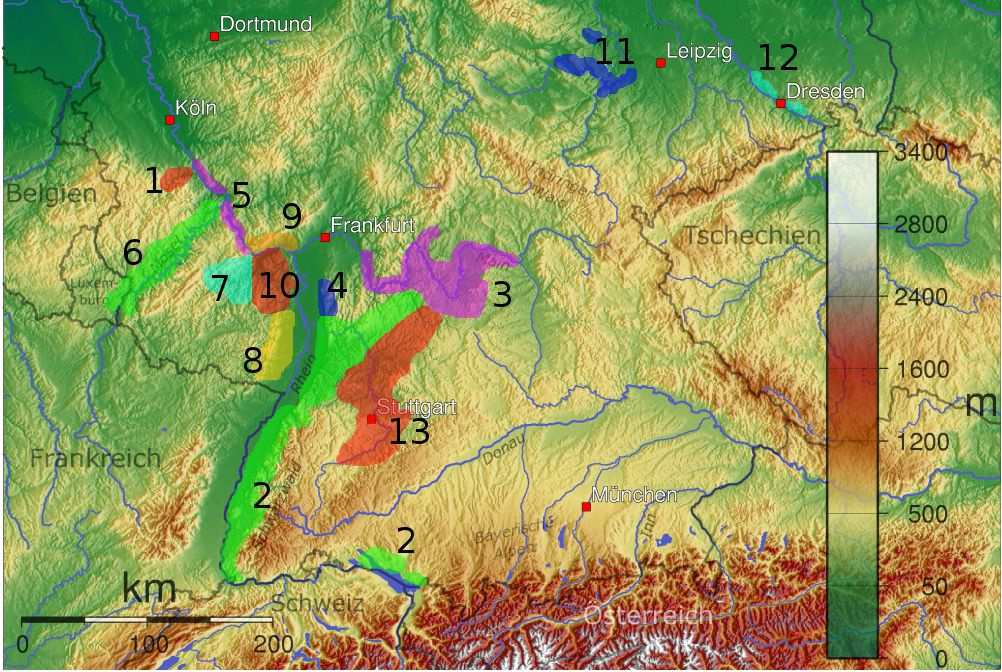
De wijnstreek Mittelrhein is nummer 5 op de kaart.

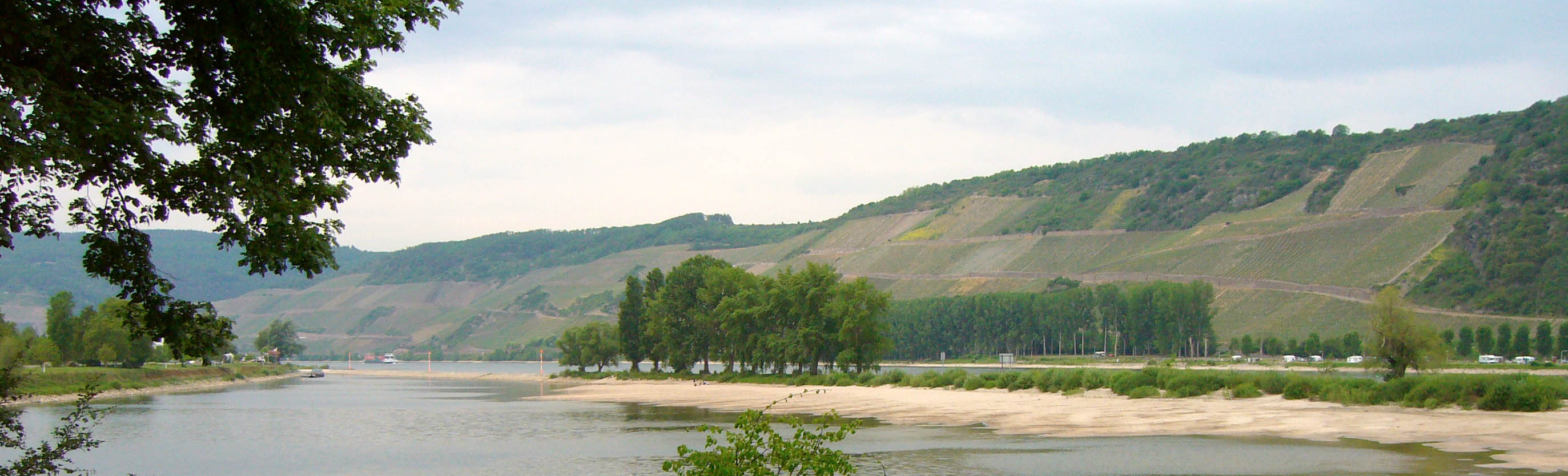
Wijngaarden van de Bopparder Hamm met de Rijn op de voorgrond.

De Mittelrhein is met 450 hectare aan wijngaarden een van de kleinste van de 13 kwaliteitswijngebieden in Duitsland. Het gebied valt grotendeels samen, en is genoemd naar, de Duitse regio Mittelrhein, de middenloop van de rivier de Rijn. Met nog vijf andere kwaliteitswijngebieden ligt het - voor het grootste deel - in de deelstaat Rijnland-Palts. Het meest noordelijke deel van het wijngebied Mittelrhein ligt in de deelstaat Noordrijn-Westfalen.
Het gebied is ingedeeld in twee Bereiche, elf Großlagen en 111 Einzellagen.

## Geografische ligging

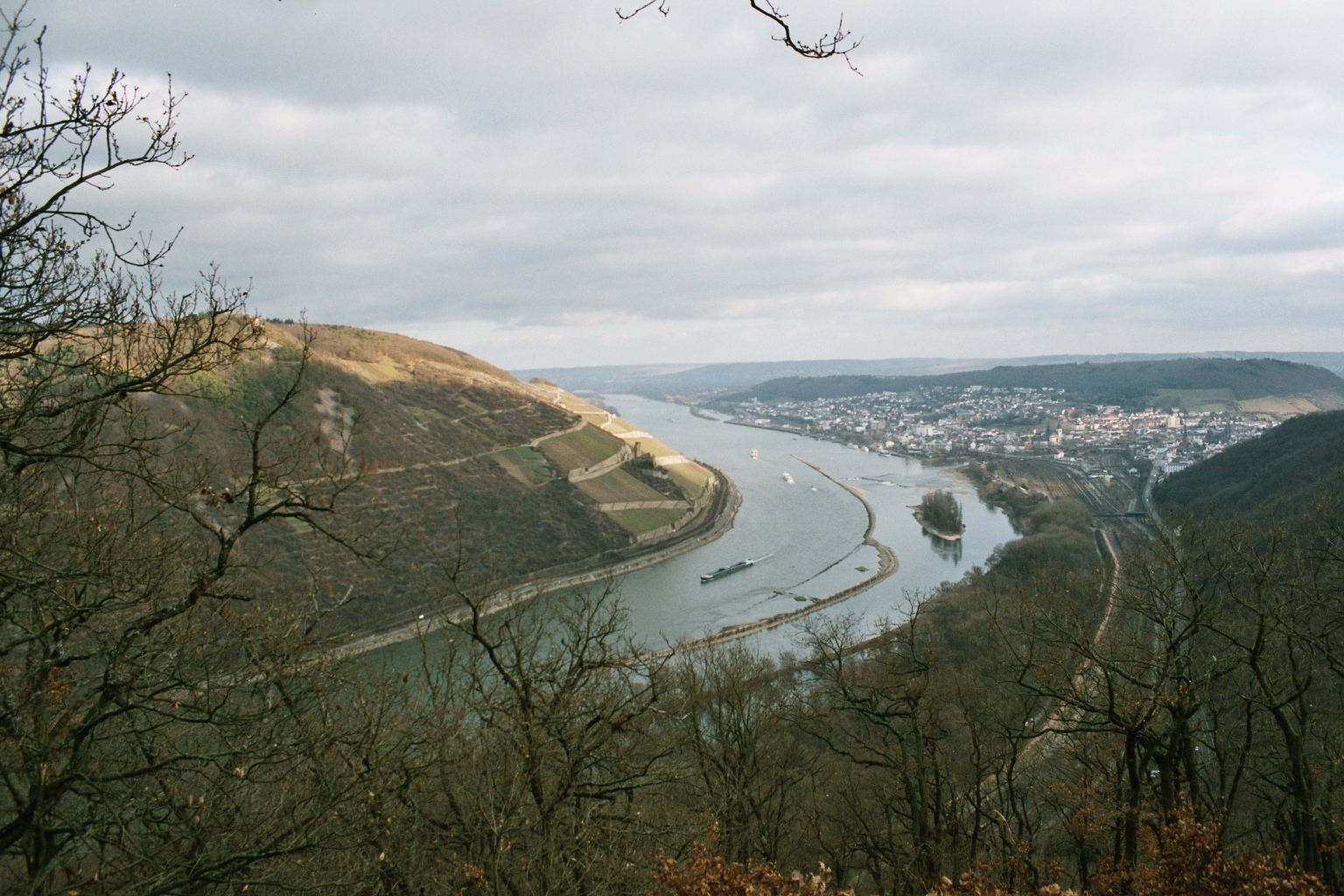
Bocht in de Rijn bij Bingen.

Het gebied strekt zich over ruim 100 kilometer uit vanaf Bingen in het zuiden - het eerste stuk alleen aan de linkerzijde van de Rijn - voorbij de Lorelei en dan tot Koblenz en vervolgens boven deze stad verder naar het noorden tot het Zevengebergte bij Bonn.
Op drie plekken is de wijnbouw het meest geconcentreerd. In het zuiden bij Bacharach en Oberwesel, in het midden rondom Boppard en in het noorden bij Leutesdorf en Hammerstein.
De wijngaarden langs de Lahn nabij het dorp Weinähr worden ook tot de Mittelrhein gerekend.

## Klimaat
Ondanks de geografisch relatief noordelijke ligging schijnt de zon er vaak waardoor er voldoende warmte aanwezig is. Vanwege de rotsachtige, leistenen bodem en de rivier worden grote temperatuurschommelingen gecompenseerd. Gemiddeld is de temperatuur 9,3 graden Celsius. Voorts valt er, met een jaarlijkse gemiddelde van 570 mm, voldoende regen.

## Bodem
Naast het klimaat is de bodemgesteldheid een belangrijk kenmerk voor wijn. Dit in verband met de mineralen die de druivenstok uit de bodem opneemt. In de Mittelrhein bestaat deze vooral uit leisteen met grauwacke. In het noordelijke deel zijn de bodems van vulkanische oorsprong. Men vindt er puimsteen, tufsteen, maar ook dicht bij de rivier löss, klei en kiezel.

## Geschiedenis
Vanuit het Moezelgebied brachten de Romeinen de wijnstokken vervolgens naar de Mittelrhein. Eerst naar het rivierbekken tussen Koblenz en Neuwied. Archeologische vondsten in de stad Andernach tonen dit aan. In plaats van gebruik te maken van hellingen langs rivieren werden hier de wijnstokken op de vlakte geplant. In de 4e eeuw volgde er de bouw van een Romeins legerkamp. Venantius Fortunatus, die in Metz aan het hof van koning Sigibert I. leefde, beschrijft dit in zijn gedicht De navigio suo ("Op zijn scheepsreis“) uit het jaar 588 over zijn reis over de Moezel naar Andernach en Leutesdorf met de jonge Merovingerkoning Childebert II.
Na de Romeinse tijd – in de vroege middeleeuwen, het jaar 643 – kwam de eerste documentaire vermelding van de stad Boppard. Deze was toen het administratieve centrum van het Bopparder rijk. In documenten uit de Merowinger- en Karolingertijd zijn bewijzen van wijnbouw in Rheinbrohl (rond 650), Remagen (754) en Kestert (768) te vinden. 
De wijnbouw ontwikkelde zich destijds voornamelijk ten zuiden van de Moezel. In de Mittelrhein kwam deze pas gefaseerd op gang vanaf de 11e tot laat in de 14e eeuw.

## Druivenrassen
De wijngaarden zijn voor 85% beplant met witte druivenvariëteiten, voornamelijk Riesling (zo’n 70%) en met daarnaast 5,5% Rivaner (Müller-Thurgau), 2,7% Kerner en voorts Scheurebe, Weissburgunder, Grauburgunder en nog enkele andere. Van de blauwe variëteiten is 9% Spätburgunder, 3,1% Dornfelder en verder onder andere Blauer Portugieser.

## Wijngaarden
Het Midden-Rijngebied wordt gedomineerd door vooral kleine particuliere wijngaarden. De wijnen zijn vaak alleen te koop bij de wijnboer zelf. Coöperaties zijn er weinig. Er zijn ongeveer 165 wijnbedrijven.
Regio Loreley
Burg Reichenstein
Bacharach, Burg Stahleck
Herrenberg
Oberwesel, Schloss Schönburg
Loreleyfelsen
Sankt Goar, Burg Rheinfels
Gedeonseck
Marksburg
Lahntal
Regio Unterer Mittelrhein
Leutesdorf, Burg Hammerstein
Regio Siebengebirge
Petersberg
Belangrijke wijnbouwplaatsen zijn Bacharach, Boppard en Leutesdorf.
De Leutesdorfer- en Hammersteiner wijnmakers hebben zich – verwijzend naar de lange afstandswandelroute “Rheinsteig” die er voorbij voert – verenigd in de zogenaamde "Weinsteigwinzer". Toeristisch wordt dit gebied aangeprezen onder de noemer “Romantische Rijn”.